# Calliotropis niasensis
Calliotropis niasensis là một loài ốc biển, là động vật thân mềm chân bụng sống ở biển thuộc họ Calliotropidae.